# George Konell
 George Konell  (* 6. Juni 1912 in Berlin; † 17. Mai 1991 in Trostberg) war ein deutscher Schriftsteller.
Er lebte und arbeitete lange Jahre in Wiesbaden, wobei sein umfangreiches Werk, das aus Prosa, Lyrik, Drama und Reiseliteratur bestand, sowohl zu Lebzeiten als auch nach seinem Tod veröffentlicht wurde. Er fand seine letzte Ruhestätte auf dem Südfriedhof in Wiesbaden.

## Werk
Zu Lebzeiten veröffentlichte Konell zahlreiche seiner Texte in den Feuilletons der unterschiedlichsten Zeitungen und Zeitschriften, viele davon in Publikationen des Rhein-Main-Gebiets und speziell in der hessischen Landeshauptstadt Wiesbaden.
Darüber hinaus legte er zusammen mit dem Karlsruher Graphiker Egon Plamper (1913–1982) zwei Monographien über die Kulturstädte Heidelberg und Wiesbaden vor. Mit Herr Orphil, der Schlosshahn von Chaumes-en-Brie. Eine französische Legende erschien ein literarisches Werk Konells in Buchform.
Sein Werk erstreckt sich auch in den Bereich Lyrik und Schauspiel. Er war namhafter Autor von Stücken für Kinder, die beispielsweise im Rahmen der von ihm gegründeten Dossenheimer Puppenspiele gespielt werden.
Um die Veröffentlichungen seines Werks nach seinem Tod im Jahr 1991 sicherzustellen und auch anderen Schriftstellern eine Möglichkeit zu einer Publikation zu bieten, rief seine Witwe und Nachlassverwalterin Ilse Konell (1919–2012) im Jahr 1999 den Orphil-Verlag ins Leben, der bis zu ihrem Tod im Jahr 2012 bestand.

## Zitate
„Die Freiheit ist kein Gut, um für sie zu sterben, sondern um für sie zu leben.“ (Tagebuch-Eintrag, 1960)
„Ich bin meinem Gewissen verpflichtet, nicht dem Streben nach äußerem Erfolg, vor allem nicht der weltlichen Anerkennung um jeden Preis.“ (Tagebuch-Eintrag, 1963)

## George-Konell-Preise
Zum Andenken an George Konell stiftete dessen Witwe Ilse Konell in Zusammenarbeit mit der Landeshauptstadt Wiesbaden mehrere Literaturpreise.
- George-Konell-Preis und George-Konell-Förderpreis: Der George-Konell-Preis der Landeshauptstadt Wiesbaden wurde von 1998 bis 2018 alle zwei Jahre für ein literarisches Gesamtwerk oder eine literarische Erstveröffentlichung eines Autors verliehen.
  - Der mit 500 Euro dotierte George-Konell-Förderpreis wird alle zwei Jahre an einen Schüler für einen Prosatext verliehen. Es wird ein Werk erwartet, das einen souveränen, sensiblen und kreativen Umgang mit der deutschen Sprache erkennen lässt. Inhaltliche Vorgaben gibt es nicht. Eine Jury entscheidet alle zwei Jahre über die Preisverleihung.

- Wiesbadener Lyrikpreis Orphil und Orphil-Debütpreis: Der mit 10.000 Euro dotierte Wiesbadener Lyrikpreis Orphil wurde aus Anlass des 100. Geburtstages des Dichters im Jahr 2012 erstmals verliehen und wird künftig alle zwei Jahre von der Landeshauptstadt Wiesbaden in Kooperation mit hr2-Kultur vergeben. George Konell nannte die eisernen Gockel auf den Rathäusern Frankreichs, die für ihn das Lied des Sängers Orpheus wie auch die Ideale der Französischen Revolution verkörperten, Orphil. Mit dem Literaturpreis werden Lyriker ausgezeichnet, deren Werke Stellung beziehen und sich politischen wie stilistischen Moden zu widersetzen wissen. Eine unabhängige Jury, bestehend aus dem Kritiker und Herausgeber Michael Braun, dem Literaturkritiker Alf Mentzer vom Hessischen Rundfunk sowie der Schriftstellerin Silke Scheuermann, kürt die Preisträger.

Die Jury vergibt zusätzlich den mit 2.500 Euro dotierten Orphil-Debütpreis.

## Werke
- Heidelberg (zusammen mit Egon Plamper). Karlsruhe: Plamper Selbstverlag 1966
- Wiesbaden (zusammen mit Egon Plamper). Karlsruhe: Plamper Selbstverlag 1966.
- Herr Orphil, der Schlosshahn von Chaumes-en-Brie. Eine französische Legende. Wiesbaden: Konell Selbstverlag 1975.
- Janin. Gedicht-Zyklus. Thun: Euro-Verlag Schweiz 1998 / Niebüll: Orphil 1999.
- Aschermittwoch. 2. Teil: Charon - Des Fährmanns Nein. Niebüll: Orphil 2000.
- Tehura. Poetische Impressionen. Niebüll: Orphil 2001.
- Das Amselnest. Niebüll: Orphil 2004.
- Requiem. Trauerspiel um Mozarts Tod. Niebüll: Orphil 2006.